# Autodesk Inventor
Autodesk Inventor 是一個電腦輔助設計（電腦輔助製圖）應用程序，用來進行3D機械設計、模擬、顯示、與儲存。Autodesk Inventor的主要競爭者包括SolidWorks、Solid Edge與Creo Parametric(Pro/Engineer)。

## 功能
Inventor允许使用者在一个单一环境中，整合2D和3D数据，创建一个虚拟的产品，使用户能够在產品正式生產前，验证和調整產品的屬性。 Autodesk Inventor也包含數據、直接编辑和自由的建模工具，以及不同CAD檔案的轉檔能力。

## 版本
Inventor的最新版本包括以下套件：
- Autodesk Inventor LT 2020
- Autodesk Inventor Professional 2020

## 外部連結
- Autodesk Inventor official website（页面存档备份，存于）
- Autodesk Inventor Forums（页面存档备份，存于）
- Autodesk Inventor Blog（页面存档备份，存于）
- Autodesk Education Community（页面存档备份，存于）
- GrabCAD（页面存档备份，存于） - 上傳、下載、與顯示Inventor檔案